# Adam Horovitz
Adam Keefe Horovitz (New York, 31 oktober 1966), ook bekend als Ad-Rock of King Ad-Rock, is een Amerikaanse rapper, gitarist en acteur. Daarnaast is hij lid van de hip-hopgroep Beastie Boys. Hij is getrouwd met de muzikant en activist Kathleen Hanna.

## Levensloop
Horovitz is geboren en getogen in Park Avenue in het New Yorkse stadsdeel Manhattan. Hij is de zoon van Doris Keefe en Israel Horovitz. Zijn zus, Rachel Horowitz, is een producer. Zijn vader is van Joodse afkomst terwijl zijn moeder, die van Ierse afkomst is, katholiek werd opgevoed. Horovitz zelf is seculier opgevoed.
- Biblioteca Nacional de España: XX6002975
- Bibliothèque nationale de France: cb15023236j (data)
- Gemeinsame Normdatei: 138488851
- International Standard Name Identifier: 0000 0001 1477 2974
- Library of Congress Control Number: nr2006031437
- MusicBrainz: e3fd8e3d-df64-43cb-b68e-cf6d65315e4b
- Nationale Bibliotheek van Tsjechië: xx0033361
- Système universitaire de documentation: 15206284X
- Virtual International Authority File: 90023129
- WorldCat: E39PBJtH7kfH9kJKdKmdmGDDv3